# Vermenagna
Il Vermenagna (così anche in piemontese) è un torrente del Piemonte, che scorre nell'omonima valle, sviluppando il suo corso interamente nel territorio della Provincia di Cuneo. Il suo corso separa le Alpi Liguri (ad est) dalle Alpi Marittime.

## Percorso
Il Vermenagna nasce con il nome di rio Prati della Chiesa sopra i 2000 m di quota in una conca presso il laghetto di Rocca dell'Abisso; passa da Limonetto e scorrendo verso valle attraversa i comuni di Limone Piemonte e di Vernante, dove riceve in sinistra idrografica il suo principale affluente, il rio di Valle Grande, che raccoglie le acque del vallone dove sorge il borgo di Palanfrè.
Il torrente scende poi a Robilante e Roccavione: al confine tra questo comune e quello di Borgo San Dalmazzo il Vermenagna si getta nel Gesso, a quota 610 m s.l.m.

## Affluenti
- In destra idrografica:
  - torrente Valleggia: scende dalla zona della Punta Mirauda e, dopo aver percorso la valle Almellina,  confluisce nel Vermenagna a Limone;
  - rio Malandrè: raccoglie le acque della zona ad est di Robilante e raggiunge il Vermenagna presso il centro comunale.
- In sinistra idrografica:
  - rio di Valle Grande: il principale affluente del Vermenagna, che percorre la Valle Grande di Palanfrè e confluisce nel Vermenagna a Vernante.

## Regime idrico
Il Vermenagna può a volte esondare causando danni anche molto rilevanti. Particolarmente grave è stato l'evento del 2 ottobre 2020, quando il torrente ha causato gravi distruzioni a Limone Piemonte e alla statale del Colle di Tenda.

## Cartografia
- Cartografia ufficiale italiana in scala 1:25.000 e 1:100.000, Istituto Geografico Militare.
- Carta dei sentieri e stradale scala 1:25.000 n. 16 Val Vermenagna Valle Pesio Alta val Ellero Parco naturale del Marguareis, Ciriè, Fraternali editore.
- Carta in scala 1:50.000 n. 8 Alpi Marittime e Liguri, Torino, Istituto Geografico Centrale.